# Chroma Key
Chroma Key — сольный проект бывшего клавишника группы Dream Theater Кевина Мура. В нём принимали участие такие музыканты, как басист Джой Вера (Fates Warning), барабанщик Марк Зондер и гитарист Джейсон Адренсон.
Музыка Кевина Мура — это смесь прогрессивного рока, электроники и эмбиента с отчётливым звуком клавишных и слегка мрачноватым настроением.

## История
После того, как Мур в 1994 году покинул Dream Theater, он переехал в Санта-Фе, штат Нью-Мексико. Там была написана значительная часть его альбома Dead Air for Radios, вышедшего в 1998 году. Альбом You Go Now был записан в Лос-Анджелесе, сразу после чего Кевин Мур уехал в Коста-Рику, где жил 3 года. На новом месте жительства Мур начал сочинять и записывать идеи для нового альбома Chroma Key, наряду с этим продюсируя активистскую музыкальную радиопрограмму, выходящую раз в две недели, для радио Radio for Peace International — коротковолнового радио из Сан-Хосе. Альбом Graveyard Mountain Home был записан в Стамбуле.

## Дискография
- Music Meant to Be Heard (демо) (1994—1996)
- Dead Air for Radios (1998)
- Colorblind — сингл (1999)
- This is a Recording: 1994-1997 (1999)
- You Go Now (2000)
- Graveyard Mountain Home (2004)